# Thủy điện Srok Phu Miêng
Thủy điện Srok Phu Miêng hay Thủy điện Phu Miêng, Thủy điện Phú Miêng là thủy điện xây dựng trên sông Bé tại vùng đất xã Thanh An huyện Hớn Quản và xã Long Hưng huyện Phú Riềng tỉnh Bình Phước, Việt Nam.
Thủy điện Srok Phu Miêng có công suất 51 MW với 2 tổ máy, khởi công 11/2003, hoàn thành tháng 12/2006 .

## Sông Bé
Sông Bé bắt nguồn từ hồ thủy điện Thác Mơ 11°51′40″B 107°0′46″Đ / 11,86111°B 107,01278°Đ, chảy qua các tỉnh Bình Phước, Bình Dương và Đồng Nai, đổ vào sông Đồng Nai tại thủy điện Trị An 11°6′19″B 106°59′2″Đ / 11,10528°B 106,98389°Đ .